# Galassia Leo IV
Leo IV è una galassia nana sferoidale situata nella costellazione del Leone scoperta nel 2006 grazie ai dati raccolti dallo Sloan Digital Sky Survey. La galassia dista circa 160.000 parsec dalla Terra, dalla quale si allontana alla velocità di 130 km/s. 
È classificata come galassia nana sferoidale (dSph), cioè di forma approssimativamente rotondeggiante ed un raggio effettivo di circa 130-160 parsec.

## Caratteristiche fisiche
Leo IV è una delle galassie satelliti della Via Lattea più piccole e deboli; la sua luminosità integrata è circa 15.000 volte superiore a quella del Sole (luminosità assoluta visibile di −5,5 ± 0,3), che è minore della luminosità di un tipico ammasso globulare. La sua massa è circa di 1,5 milioni di masse solari il che significa che il rapporto massa/luminosità è intorno a 150, e pertanto un valore così alto implica che Leo IV sia dominata dalla materia oscura.
La popolazione stellare di Leo IV consiste principalmente in vecchie stelle formatesi più di 12 miliardi di anni fa, la cui metallicità è molto bassa, con un rapporto [Fe/H] ≈ −2,58 ± 0,75, contendendo elementi pesanti in quantità fino a 400 volte inferiori a quelle solari. 
Le stelle osservate sono principalmente giganti rosse, anche se sono state osservate un certo numero di stelle del ramo orizzontale del diagramma H-R tra cui tre variabili RR Lyrae.
Le stelle di Leo IV sono con ogni probabilità tra le prime stelle formatesi nell'Universo, anche se, lo studio dettagliato della popolazione stellare ha rivelato la presenza di un piccolo numero di stelle molto giovani con un'età di circa 2 miliardi anni o meno. Tale scoperta indica che vi è stata una complessa attività di formazione stellare nella storia di questa galassia, attività che risulta cessata. 
Misurazioni effettuate hanno escluso la presenza di idrogeno neutro, essendo il limite superiore a 600 masse solari.
Nel 2008, nelle vicinanze di Leo IV, è stata scoperta un'altra galassia denominata Leo V che si trova circa 20.000 parsec più lontana di Leo IV dalla Via Lattea: potrebbero essere fisicamente associate.